# Narodowy pomnik przyrody w Czechach

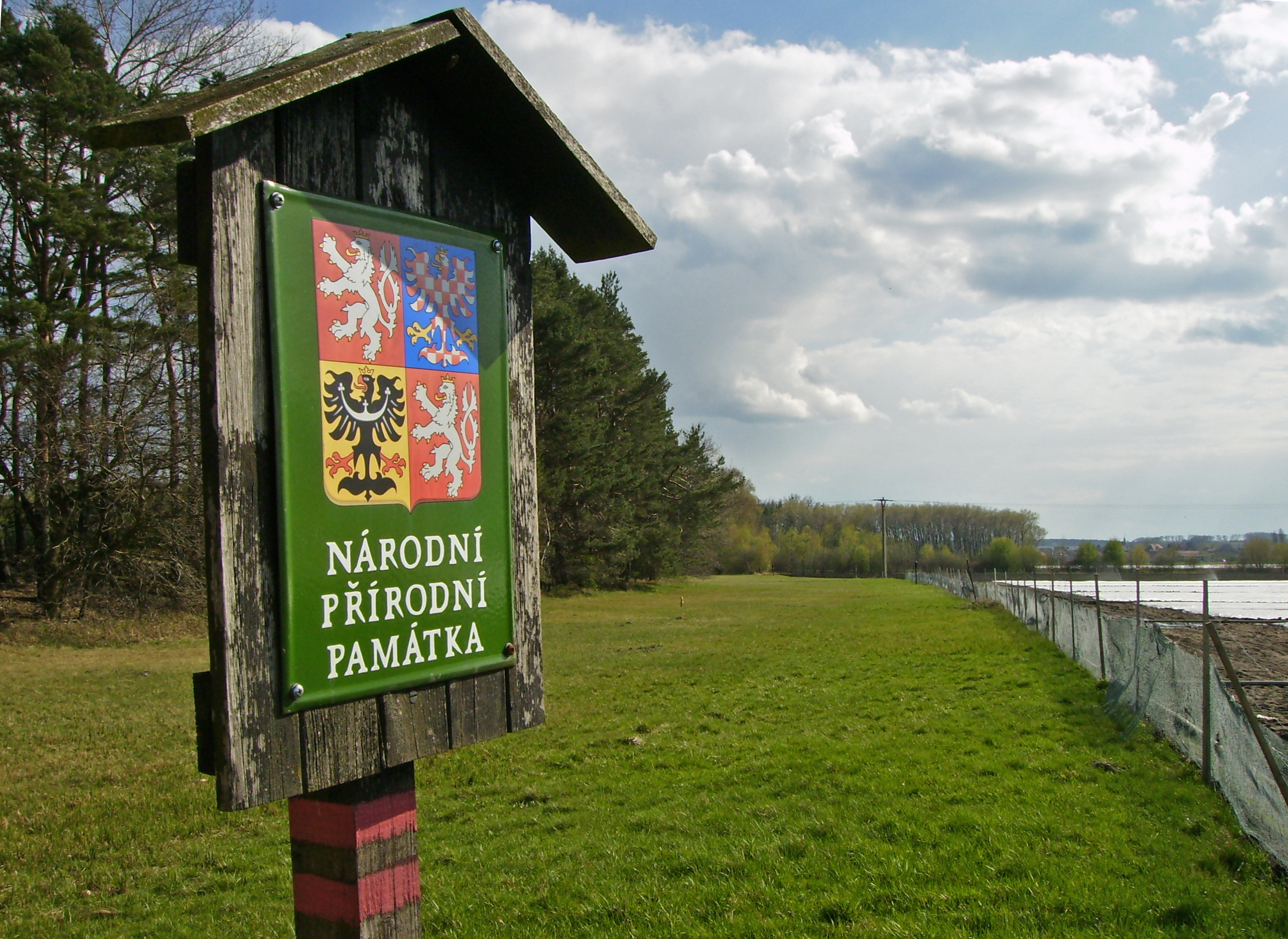
Tablica oznaczająca narodowy pomnik przyrody w Czechach

Narodowy pomnik przyrody w Czechach (cz. Národní přírodní památka, NPP) – niewielki obszar lub twór przyrodniczy, najczęściej geomorfologiczny lub geologiczny, o znaczeniu narodowym lub międzynarodowym objęty ochroną prawną na terenie Czech zgodnie z ustawą nr 114 z 1992 roku. Pod koniec 2011 roku narodowych pomników przyrody w Czechach było 112. 
Mniejsze znaczenie (regionalne) ma pomnik przyrody.

## Przykłady
- Babiččino údolí